# Jameer Nelson
Jameer Nelson (Chester, Pensilvania, 9 de febrero de 1982) es un exjugador de baloncesto estadounidense que disputó 14 temporadas en la NBA. Con 1,83 metros de altura, jugaba en la posición de base. Desde noviembre de 2020 pertenece al cuerpo ejecutivo de los Delaware Blue Coats de la G League.

## Carrera

### Universidad
Nelson comenzó su carrera universitaria con los Hawks de la Universidad de Saint Joseph's en la temporada 2000-01, promediando 6,5 asistencias por partido y batiendo el récord de la universidad de más asistencias repartidas en una sola campaña, con 213. En su temporada sophomore, lideró la conferencia en porcentaje de tiros libres y finalizó segundo en anotación con 14,4. Promedió además 6,3 asistencias, puesto 16.º en la nación.
Pero no fue hasta la tercera temporada cuando se asistió a la explosión como jugador de Nelson, promediando 19,7 puntos, 5,1 rebotes, 4,7 asistencias y 2,2 robos de balón por partido. Anotó 39 puntos, récord en su carrera universitaria, ante Dayton en la segunda ronda del torneo Atlantic 10, la tercera mejor anotación en la historia del torneo y la sexta en la universidad. Esa campaña, Nelson y su compañero Delonte West, actual base de Texas Legend, lideró a los Hawks a un balance de 27-0 en la temporada regular.
Nelson abandonó la universidad como el mejor jugador de todos los tiempos de Saint Joseph's, liderando en anotación (2094 puntos), asistencias (714) y robos de balón (256). Su número fue retirado por la universidad el 23 de abril de 2004. Debido a su excelente temporada de júnior, Nelson recibió el Premio John R. Wooden, el Universitario del Año y el Premio Adolph Rupp, entre otros, en 2004.

### NBA

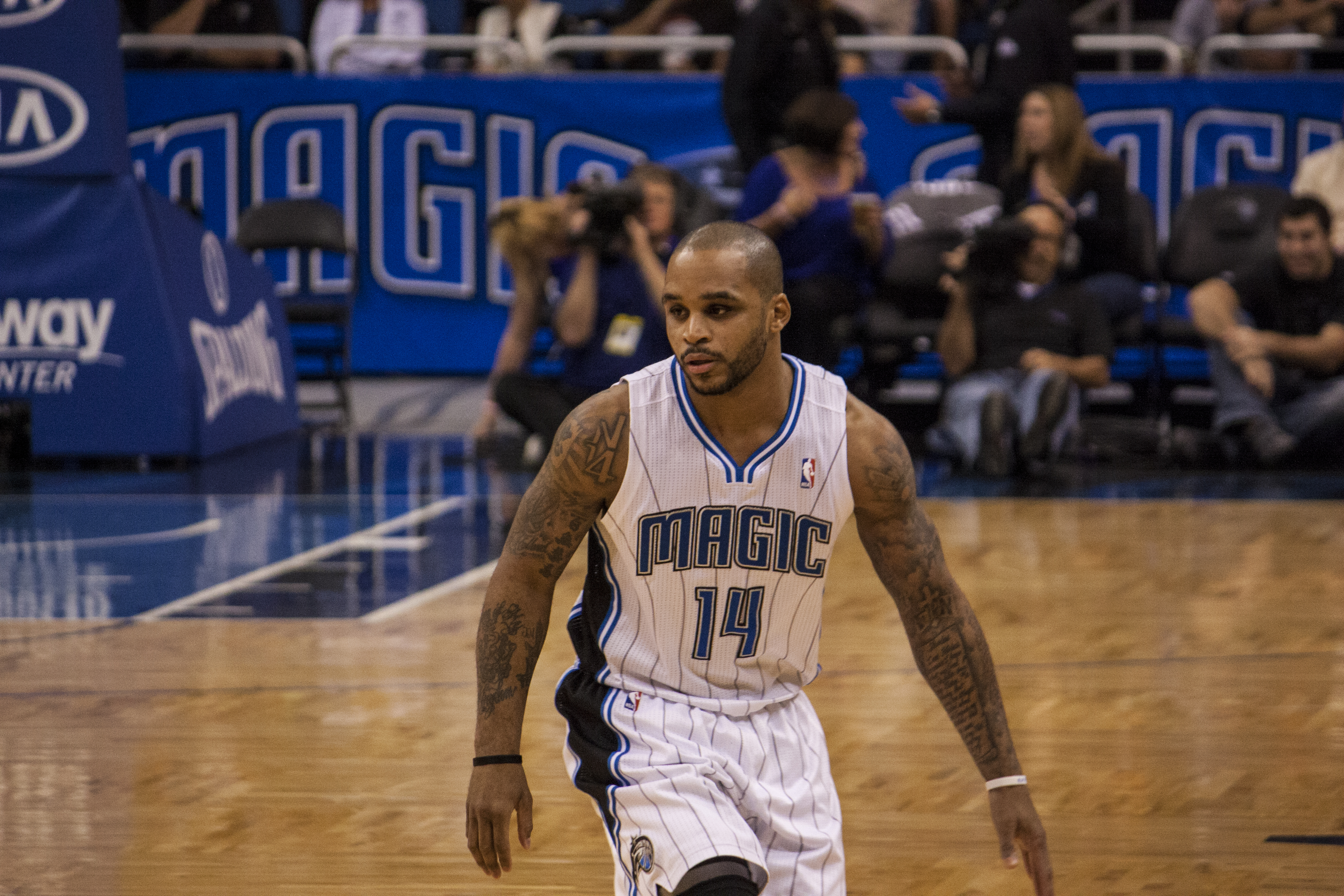
Nelson con Orlando en 2012.

Nelson fue seleccionado en la 20.ª posición del Draft de la NBA de 2004 por Denver Nuggets, siendo inmediatamente traspasado a Orlando Magic a cambio de una primera ronda de 2005. Aunque muchos pronosticaban que Nelson sería un Top 10, cayó hasta el puesto 20, siendo adquirido finalmente por Orlando Magic, ansiosos de un base.
Comenzó su carrera en la NBA lentamente, jugando poco en un principio. Tras la marcha del base Steve Francis a New York Knicks, Nelson adquirió más protagonismo en los Magic, siendo el base titular del equipo. En su segunda campaña se fue hasta los 14,6 puntos y 4,9 asistencias por partido, aumentando los 8,7 y 3 de la temporada anterior. En su primer año en la liga, fue nombrado en el segundo mejor quinteto de rookies.
En los 77 partidos, todos ellos de titular, que jugó en la temporada 2006-07, Nelson promedió 13 puntos y 4,3 asistencias, estancándose en el año que parecía ser el de su explosión en la NBA.
El 30 de junio de 2014, fue liberado por los Magic después de diez temporadas con el equipo. El 24 de julio de 2014, Nelson firmó un contrato de dos años y 5.6 millones de dólares con los Dallas Mavericks. El 18 de diciembre de 2014, Nelson fue traspasado junto con Jae Crowder, Brandan Wright, una selección de primera ronda para el draft de 2015 y una selección de segunda ronda para el draft de 2016 a los Boston Celtics, a cambio de Rajon Rondo y Dwight Powell.
El 13 de enero de 2015 es traspasado a los Denver Nuggets a cambio de Nate Robinson.
Tras tres temporadas en Denver, el 18 de octubre de 2017, fue cortado por los Nuggets. Y el 22 de octubre, firma con New Orleans Pelicans.
El 1 de febrero de 2018, fue traspasado, junto a Ömer Aşık y Tony Allen a los Chicago Bulls a cambio de Nikola Mirotić. Y la semana siguiente, le traspasaron a Detroit Pistons a cambio de Willie Reed. En Detroit, disputó sus últimos 7 partidos como profesional en la NBA.

### Ejecutivo
El 11 de noviembre de 2020, se convirtió en asistente del General Manager de los Delaware Blue Coats de la NBA G League.

## Estadísticas de su carrera en la NBA

### Temporada regular
| Año     | Equipo      | PJ  | PT  | MPP  | %TC  | %3P  | %TL   | RPP | APP | ROB | TPP | PPP  |
| ------- | ----------- | --- | --- | ---- | ---- | ---- | ----- | --- | --- | --- | --- | ---- |
| 2004-05 | Orlando     | 79  | 21  | 20.4 | .455 | .312 | .682  | 2.4 | 3.0 | 1.0 | .0  | 8.7  |
| 2005-06 | Orlando     | 62  | 33  | 28.8 | .483 | .424 | .779  | 2.9 | 4.9 | 1.1 | .1  | 14.6 |
| 2006-07 | Orlando     | 77  | 77  | 30.3 | .430 | .335 | .828  | 3.1 | 4.3 | .9  | .1  | 13.0 |
| 2007-08 | Orlando     | 69  | 62  | 28.4 | .469 | .416 | .828  | 3.5 | 5.6 | .9  | .1  | 10.9 |
| 2008-09 | Orlando     | 42  | 42  | 31.2 | .503 | .453 | .887  | 3.5 | 5.4 | 1.2 | .1  | 16.7 |
| 2009-10 | Orlando     | 65  | 64  | 28.6 | .449 | .381 | .845  | 3.0 | 5.4 | .7  | .0  | 12.6 |
| 2010-11 | Orlando     | 76  | 76  | 30.5 | .446 | .401 | .802  | 3.0 | 6.0 | 1.0 | .0  | 13.1 |
| 2011-12 | Orlando     | 57  | 57  | 29.9 | .427 | .377 | .807  | 3.2 | 5.7 | .7  | .1  | 11.9 |
| 2012-13 | Orlando     | 56  | 56  | 35.3 | .392 | .341 | .873  | 3.7 | 7.4 | 1.3 | .1  | 14.7 |
| 2013-14 | Orlando     | 68  | 68  | 32.0 | .394 | .348 | .857  | 3.4 | 7.0 | .8  | .1  | 12.1 |
| 2013-14 | Dallas      | 23  | 23  | 25.4 | .374 | .369 | .875  | 2.7 | 4.1 | .7  | .1  | 7.3  |
| 2013-14 | Boston      | 6   | 1   | 20.2 | .220 | .200 | .667  | 2.8 | 5.5 | 1.2 | .0  | 4.8  |
| 2013-14 | Denver      | 34  | 5   | 20.6 | .450 | .354 | .579  | 1.9 | 3.7 | .7  | .1  | 9.6  |
| 2015-16 | Denver      | 39  | 15  | 26.6 | .368 | .299 | .857  | 2.9 | 4.9 | .6  | .1  | 7.7  |
| 2016-17 | Denver      | 75  | 39  | 27.3 | .444 | .388 | .714  | 2.6 | 5.1 | .7  | .1  | 9.2  |
| 2017-18 | New Orleans | 43  | 0   | 20.9 | .410 | .364 | .765  | 2.2 | 3.6 | .5  | .1  | 5.1  |
| 2017-18 | Detroit     | 7   | 0   | 16.6 | .282 | .071 | 1.000 | 1.1 | 3.3 | .6  | .1  | 3.7  |
| Total   | Total       | 878 | 640 | 27.9 | .436 | .368 | .810  | 3.0 | 5.1 | .9  | .1  | 11.3 |

### Playoffs
| Año   | Equipo  | PJ | PT | MPP  | %TC  | %3P  | %TL  | RPP | APP | ROB | TPP | PPP  |
| ----- | ------- | -- | -- | ---- | ---- | ---- | ---- | --- | --- | --- | --- | ---- |
| 2007  | Orlando | 4  | 4  | 32.3 | .420 | .357 | .909 | 3.0 | 3.3 | .8  | .0  | 14.3 |
| 2008  | Orlando | 10 | 10 | 33.3 | .504 | .488 | .757 | 4.1 | 4.7 | .3  | .2  | 16.2 |
| 2009  | Orlando | 5  | 0  | 18.0 | .348 | .167 | .500 | 1.4 | 2.8 | .2  | .0  | 3.8  |
| 2010  | Orlando | 14 | 14 | 34.2 | .479 | .393 | .823 | 3.6 | 4.8 | 1.0 | .0  | 19.0 |
| 2011  | Orlando | 6  | 6  | 36.0 | .378 | .231 | .786 | 4.2 | 5.0 | 2.0 | .0  | 13.2 |
| 2012  | Orlando | 5  | 5  | 36.4 | .392 | .320 | .750 | 3.8 | 6.6 | .8  | .2  | 15.6 |
| Total | Total   | 44 | 39 | 32.5 | .445 | .372 | .792 | 3.5 | 4.6 | .8  | .1  | 15.0 |

## Vida personal
Jammer, es hijo de Linda Billings y Floyd "Pete" Nelson. El 20 de agosto de 2007, se reportó la desaparición de su padre, tras no regresar de su taller de reparación cerca del río Delaware. El 2 de septiembre, se encontró su cuerpo flotando en el río, y se consideró una muerte accidental.
El 5 de julio de 2008, se casó con su novia de toda la vida, Imani Tillery. Tiene un hijo de una relación anterior, Jameer Jr., que jugó al baloncesto universitario.
Nelson fue el primer jugador de la Atlantic Ten en aparecer en la portada de la revista Sports Illustrated desde Mark Macon en 1988.
Tiene un tatuaje en su espalda que dice: All Eyes On Me, y otro Accomplish Everything Without Fear.